# 박근혜-최순실 게이트
박근혜 정부의 최순실 등 민간인에 의한 국정농단 의혹 사건, 통칭 박근혜-최순실 게이트 또는 최순실 게이트는 박근혜 대통령의 측근인 민간인 최순실이 국정에 개입했다는 일명 국정 농단 사건이다.
관련 법률은 박근혜 정부의 최순실 등 민간인에 의한 국정농단 의혹 사건 규명을 위한 특별검사의 임명 등에 관한 법률이다.

## 박근혜와 최순실의 관계
당시 대통령 박근혜는 부친 박정희 대통령 재임 당시부터 최태민 일가와 관련이 있었다.
정윤회는 최순실의 전 남편이며, 박근혜의 비선 실세로 보도되었다. 원래는 최순실과 결혼한 사이지만, 2014년 7월에 이혼했다. 2014년 3월 시사저널은 박지만이 '정윤회의 사주를 받은 정체불명의 사내'로부터 미행을 받았다고 주장했다고 보도했다. 2014년 4월 세월호 침몰 사고 당시 7시간동안 정윤회와 박근혜 대통령이 만나고 있었다는 설이 제기되기도 했다. 2014년 1월 청와대 공직기강비서관실 행정관이었던 박관천은 정윤회가 비선실세라는 보고서를 작성해 이 문건이 2014년 11월 세계일보에 유출되는 사건이 있었다. 정윤회는 “하나라도 잘못이 있으면 감방에 가겠다”며 자신은 비선실세가 아니라고 억울함을 호소했다. 박관천은 수사 과정에서 "우리나라의 권력 서열이 어떻게 되는 줄 아느냐" "최순실 씨가 1위, 정씨(정윤회)가 2위이며 박근혜 대통령은 3위"라고 주장을 하였다.

## 주요 사건
최순실이 재단법인 미르와 재단법인 케이스포츠의 설립에 관여하여 그 재단을 사유화한 사건, 최순실의 딸 정유라가 특혜를 받은 사건 등을 포함하는 사건이다.

### 재단 통한 사익추구 시도
2016년 7월 26일과 8월 2일 TV조선은 재벌의 기부금으로 세워진 미르재단과 K스포츠재단 모금과정에 청와대가 개입했다는 보도를 한다. 이후에는 한동안 TV조선의 후속보도가 나오지 않았다. 2016년 9월 23일 SBS뉴스에 의하면, 미르재단 설립 당시에 삼성, 현대자동차, SK, LG, 포스코 등 기업 30곳으로부터 486억 원의 기부금을 조성했다. TV조선이 우병우 수석에 관련된 청와대의 눈치를 본다는 말이 나왔지만 TV조선은 2016년 10월 29일 그렇지 않다고 해명했다.

### 정유라입시비리
2016년 7월 이화여자대학교가 평생교육 단과대학 지원사업에 선정된 이후 학내 논란이 일었다. 최경희 총장은 교육부의 재정지원 사업을 연이어 따냈었다. 2016년 9월 이화여자대학교 학생들은 1,939건의 민원을 국회와 정부에 제기하는 등 정부의 재정감사와 정감사 등을 요구했다. 2016년 9월 말 국정감사에서 정유라의 입학 등 비리가 거론되면서 박근혜 정부의 재정 지원과 입학 사이에 연관성이 제기되었다.

## 취재 과정

### 고영태 제보 후 TV조선 추가 취재
2014년 12월 경에서 2015년 초경 고영태는 TV조선에 찾아가 이진동 국장을 만나 대통령 옷 제작과 관련한 순방일정표, 차은택의 트루 코리아(True Korea) 자료, 의상실 CCTV 자료 등을 제출하였고, TV조선은 추가적인 사실 확인과 제보자의 신변을 우려하여 즉각적인 보도를 하진 않았다.
2016년 7월 26일 TV조선은 미르재단 기금 모금 과정에 청와대 안종범 경제수석이 개입한 의혹이 있다고 처음 의혹을 제기하며, 같은 해 8월 초 미르재단 설립에 차은택이 개입한 정황과 미르재단과 K스포츠재단의 정관과 회의록이 조작된 의혹 등을 제기하였다.

### 한겨레의 보도와 국정감사
2016년 9월 20일 한겨레신문은 재벌들이 출연해 만들어진 미르재단과 K스포츠재단에 최순실이 관여했다고 보도했다.
10월 18일 경향신문은 최순실이 독일에 설립한 비밀회사 비덱을 세웠다는 사실을 밝혀내어 이에 대한 내용을 보도하고, 19일에는 최순실이 대한민국내에 비밀 회사 더블루K를 세웠다고 이에 대한 내용을 보도했다.
10월 19일 밤 <JTBC 뉴스룸>은 최순실 씨가 박근혜 대통령의 연설문을 손보는 일을 즐겼다는 최순실의 측근 고영태의 증언을 보도했다. 이에 이원종 대통령비서실장은 국회에서 "봉건시대에도 있을 수 없는 얘기가 어떻게 밖으로 회자되는지 개탄스럽다"라며 연설문 수정 의혹이 사실이 아니라는 취지로 발언하였다. 이후 JTBC보도 등을 통해 최순실이 연설문을 수정한 사실이 확인되자, 이원종 대통령비서실장은 사실관계(최순실이 연설문에 개입한 사실)를 몰랐으며 봉건시대에도 있을 수 없는 얘기라는 신념은 변함이 없다고 해명하고 10월 30일에 사직한다.

### JTBC의 최순실 태블릿 보도
2016년 10월 18일 경향신문의 관련 기사를 접한 JTBC 취재팀은 독일의 비덱스포츠와 한국의 더블루K가 사실상 동일한 회사라고 의심하였고, JTBC 김필준 기자가 서울 강남구 청담동 소재 더블루K의 사무실을 찾아가 취재를 시작하였다. 그러나 이미 같은 해 9월 초경 사무실을 비우고 매물로 나와 있었다. 사무실 내에는 낡은 책상 하나만 남아 있었고, 사무실 앞 계단에는 쓰레기 더미가 방치되어 있었다. 관리인을 통해 사무실 안에 들어간 김필준 기자는 책상 서랍을 살펴보다 태블릿 PC를 발견하여 챙겨나왔다.
2016년 10월 24일, <JTBC 뉴스룸>은 최순실이 버리고 간 태블릿 컴퓨터 자료를 근거로 최순실이 44개의 대통령 연설문을 대통령이 공개적으로 발표하기 전에 받았다고 단독 보도했다. 그 중에서 가장 문제된 것은 지난 2014년 3월 28일 박 대통령이 독일 드레스덴을 방문하면서 발표한 드레스덴 선언의 내용을 담은 한/글 파일 형식의 연설문 파일이었다. 당시에는 극도의 보안 속에서 준비된 연설문이었다고 전해졌다. 그러나 JTBC 취재팀이 확인한 결과, 박 대통령의 연설이 시작된 건 한국 시각으로 3월 28일 오후 6시 40분경이었으나 최 씨가 파일 형태로 전달된 원고를 열어본 건 3월 27일 오후 7시 20분으로 하루가 빨라, 최순실은 박 대통령의 연설이 있기 하루 전에 드레스덴 연설문의 사전 원고를 읽어본 것으로 드러났다. 또 마지막으로 수정한 날짜가 2014년 3월 27일 오후 6시 33분으로 드러나 수정된 지 한 시간도 되지 않아 최 씨가 열어본 것으로 추정됐다. 더구나 최 씨가 받아본 총 13페이지 분량의 연설문 중 30여 단락에서 붉은색 글씨가 발견됐는데, 이들 문단을 들어내도 문맥이 이어지는 것으로 밝혀졌다. 이 붉은 단락과 실제 연설문을 비교하면 대략 20여 군데가 다르며, 어미나 표현이 바뀌었거나 실제로는 언급되지 않은 단락도 붉은색으로 표기되어 있었다. 박근혜 대통령 취임식에 사용된 것으로 보이는 오방낭 시안 파일이 발견됐는데 실제 취임식에 쓰인 오방낭과 같이 오방색 배치가 잘못되어 있었다.
이에 대해 최순실은 10월 27일 세계일보와의 단독인터뷰에서 25일 박근혜 대통령이 사과한 정도의 내용만 인정하며 태블릿이 자기것이 아니라고 주장하였으나, 해당 태블릿에서 최순실의 셀카가 발견된 점 때문에 신빙성에 의심이 간다는 시각이 많았다.
이 사실이 드러난 이후 검색엔진 네이버의 실시간 검색어에 탄핵과 하야가 오르는 등 퇴진 요구가 일어났다. 이 보도가 나오기 전에는 정치권 차원의 탄핵과 하야 요구는 금기시되었었다. 또한 수 많은 대학생들과 국민들이 박근혜의 퇴진을 요구하는 시국선언을 발표했다.
한편 이 사건으로 이원종 비서실장과 수석비서관 전원이 사표를 제출하였고 10월 30일에 청와대는 이원종 비서실장과 우병우 민정수석비서관, 문고리 3인방으로 불린 이재만 총무비서관, 정호성 부속비서관, 안봉근 국정홍보비서관의 사표를 수리한다.
이러한 JTBC의 보도는 태블릿PC를 입수후 조작하여서 발표하였다고 김진태 의원이 자료를 제시하였다. 일부 보수단체에서는 국립과학수사대에서 JTBC가 최순실씨 것이라는 테블릿을 입수한후 장증호의 사진을 포함하여 새로운 파일이 3000건 이상이 생성되었다고 감정결과를 내어놓았다고 주장한다. 이들의 주장에 따르면  JTBC는 태블릿을 입수후 목적에 맞는 파일들을 생성후 보도하는 시청자를 기만하는 일을 하였다고 주장한다. 추후 수사결과에서 해당 사항은 혐의없음으로 결론지어졌다.

## 경과

### 태블릿 절도 논란
2016년 10월 18일 JTBC 기자 김필준은 서울 강남구 압구정로72길 21 부원빌딩에 위치한 더블루케이를 취재하러 갔다가 그 사무실에 있는 책상 서랍에서 태블릿PC를 우연히 발견하고, 이틀 후인 10월 20일 위 사무실에 다시 찾아가 건물 관리인에게 도난을 염려하며 이를 보관하겠다는 말을 한 뒤 그 태블릿 PC를 가져왔다.
2016년 12월 8일 17시 30분경 JTBC 기자 심수미는 JTBC 뉴스룸에서 '2016년 10월 18일 더블루케이 사무실의 책상에서 태블릿PC가 나와 충전기를 구입하여 태블릿PC를 열어보고 책상에 다시 두었으며, 내부회의를 거쳐 10월 20일에 태블릿 PC를 가져왔다'고 위 태블릿PC의 입수 경위에 관해 보도하였다.
2016년 12월 심수미와 김필준 등 JTBC 기자들이 공동하여 태블릿PC를 절취하였다며 특수절도 죄로 고발되었다. 2017년 7월 6일 서울중앙지방검찰청은 고발을 각하하였고, 김필준을 절도죄로 입건하지 않았다.
검찰은 절도 혐의에 대해 무혐의 처분했으나 2018년 일부 재기수사를 결정했다.

### 검찰 조사
최순실은 10월 30일 귀국하여 10월 31일 검찰 조사를 받았다. 검찰은 10월 31일 태블릿 컴퓨터에 최순실 본인만 찍힌 셀카 이외에도 최순실과 최순실의 지인 여러명이 찍힌 사진을 발견하고 '최순실이 태블릿 PC를 사용했다'는 결론을 내리는 한편 최순실에게 거짓말한 이유를 추궁했다. 수사가 진행되어 박근혜 대통령이 검찰에 조사를 받게 되었고 박근혜 대통령은 유영하를 변호사로 선임했다. 11월 20일 검찰은 최순실 등을 기소했고 박근혜도 공범이라고 밝혔다. 삼성, SK, 부영에 대한 내용은 공소장에 적시되지 않아 추가 수사가 진행될 것으로 보이고 있다. 공소장이 나온 이후 헌법학자 대부분은 드러난 사실은 탄핵사유가 된다는 입장을 밝혔다.

### 국정조사
박근혜 정부의 최순실 등 민간인에 의한 국정농단 의혹 사건 진상규명을 위한 국정조사는 박근혜-최순실 게이트에 대한 국정조사이다. 국정조사 기간은 2016년 11월 17일부터 2017년 1월 15일까지로 되어있다.

### 탄핵
국회에서 박근혜 대통령 탄핵소추안을 가결시켰고, 헌법재판소에서 탄핵을 인용해 박근혜 대통령의 임기는 5년을 채우지 못하고 끝나게 되었다.
범야권 의원과 탄핵에 찬성하며 새누리당을 탈당한 김용태 의원을 합치면 172명으로, 탄핵이 가결되려면 새누리당 내에서 28명의 추가 찬성이 필요한 상황이다. 중앙일보는 김용태 의원이 탈당하기 전 129명을 대상으로 여론조사를 했는데 122명 응답에 30명(비박 26명ㆍ범친박 4명) 찬성ㆍ49명(비박 12명ㆍ범친박 37명)은 고민중 또는 노코멘트 나머지 30명(비박 2명ㆍ친박 28명)반대로 나왔다. KBS 보도국에서 새누리당 의원 128명 전원의 의견을 전화로 조사한 결과 탄핵 찬성 27명, 반대 20명, 유보적 입장 30명, 무응답 51명으로 나왔다.
2016년 12월 3일 오전 4시 10분에 더불어민주당 · 국민의당 · 정의당 야3당과 무소속 의원 171명은 민주당 우상호, 국민의당 박지원, 정의당 노회찬 원내대표 등 야3당 원내대표 대표발의로 '대통령(박근혜) 탄핵소추안'을 국회에 제출했다. 당시 여야 간 찬반이 엇갈렸던 세월호 참사 대응 실패 역시 헌법 10조인 '생명권 보장'을 위반한 것으로 적시했다.
2016년 12월 9일 국회 본회의에서 재적의원 300명 중 299명이 참여해 표결한 결과, 찬성 234표, 반대 56표, 무효 7표, 기권 2표로 탄핵이 가결되었다. 최경환 새누리당 의원은 표결에 참여하지 않고 퇴장했다.국회 사무처 의안과장은 청와대로 이동해 탄핵소추의결서 사본을 송달하였고, 박 대통령이 이를 전달받은 시점에서 대통령 직무가 정지되었다. 헌법재판소는 국회 소추위원인 권성동 법제사법위원장으로부터 소추의결서 정본을 전달받은 뒤 탄핵심판 절차를 시작하였으며, 헌재의 심판이 나올 때까지 대통령의 직무는 황교안 국무총리가 대행했다.
2017년 3월 10일 헌법재판소는 박근혜 대통령 탄핵을 인용하였다. 심판 중 임기 종료로 퇴임한 박한철 전 헌법재판소장을 제외하고, 심판에 참여한 재판관 8명 전원이 인용 의견을 내 박 전 대통령의 임기는 종료되었다. 탄핵사유 중 문체부 간부 좌천 등 인사권 남용, 정윤회 문건 보도 언론사 사장 해임 의혹과 관련해서는 인정할 만한 증거가 부족하다고 밝혔으며, 세월호 7시간에 대해서도 대통령의 직책 성실 수행 여부는 탄핵심판 절차의 판단 대상이 아니라며 인정하지 않았다. 그러나 헌재는 최순실의 국정개입을 허용해 대통령으로서의 권한을 남용했다며 헌법과 법률을 위배한 중대한 법 위반이 있었다고 못 박았다. 김이수·이진성 재판관은 세월호와 관련해 헌법상 성실한 직책수행의무 및 국가공무원법상 성실의무를 위반했다면서도 그런 사유만으로는 파면 사유를 구성하기 어렵다는 보충 의견을 냈으며, 안창호 재판관은 탄핵 심판은 보수와 진보라는 이념의 문제가 아니라 헌법질서를 수호하는 문제로 정치적 폐습을 청산하기 위해 파면결정을 할 수 밖에 없다는 보충의견을 냈다.

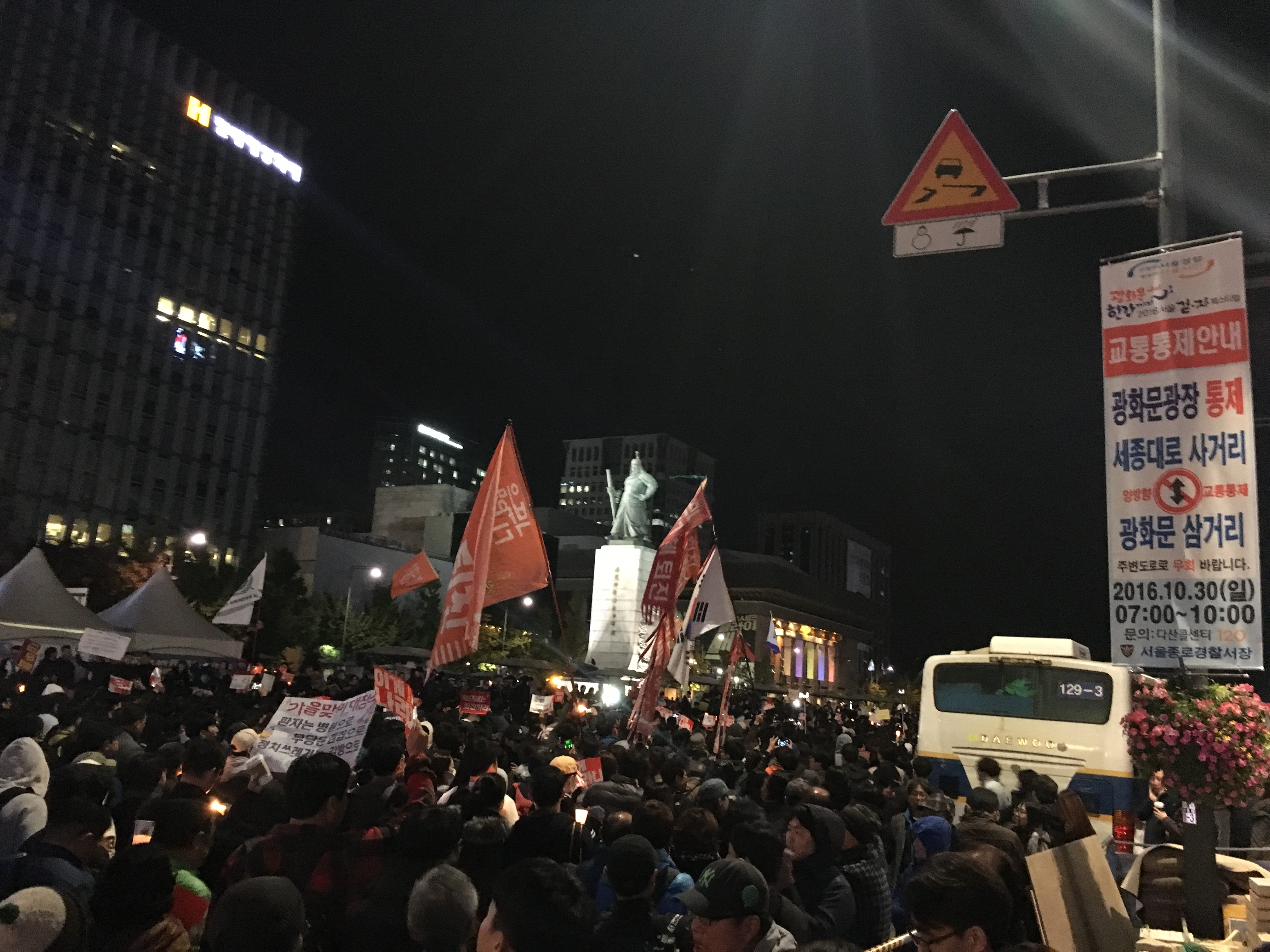
2016년 10월 29일의 박근혜 퇴진 요구 시위

### 정치권
정의당은 박근혜 퇴진을 당론으로 정했다. 11월 1일 안철수 국민의당 전 대표가 박근혜의 하야를 요구했고 국민의당 문병호 전 의원은 국민의당의 박근혜 대통령 하야 당론 채택을 요구했다. 더불어민주당의 문재인은 박근혜 퇴진을 요구하는 국민의 민심에 공감하지만 정치적인 해법을 찾고자 한다면서 거국중립내각 구성을 거부한 11월 초 박근혜대통령의 개각안에 반대하며, 사태 해결이 불가능하다고 판단되면 비상한 결단을 할 수밖에 없다는 입장을 밝혔다.
탄핵이나 하야 요구에 박근혜 대통령이 응하지 않자 2016년 11월 중순에 제3의 임기단축 조기대선 방안으로 개헌에 의한 임기단축안도 나와서, 정치권에서는 탄핵·하야·개헌의 3가지 방안으로 대통령 조기퇴진운동이 전개되고 있다. 2016년 11월 14일 더불어민주당 국회의원 문희상은 개헌안 부칙을 통해 조기대선을 치러서 임기를 단축시키자고 제안했다.서울신문은 이경형 주필의 11월 17일자 칼럼에서, 문화일보는 11월 15일자 사설에서 대통령이 퇴진을 선언하게 만든 뒤에 개헌을 통해 사임시키고, 대통령이 이 안을 따르기를 거부한다면 탄핵시키자고 주장했다.새누리당 정진석 대표는 야권의 하야 요구에 반대하며 국민이 동의하면 개헌을 통한 임기단축을 하겠다고 밝힌다. 하지만 단순히 개헌에 의한 임기단축은 대통령에 대해 면죄부를 준다는 비판이 있다. 심상정은 국회 탄핵의 형태로 박근혜 퇴진을 추진해야하지만 여의치 않을 경우 원포인트개헌(한가지 조항만 수정하거나 집어넣는 개헌)에 의한 국민탄핵을 통해서라도 퇴진시켜야 한다고 주장했다.

### 시국선언
대학생과 교수들의 시국선언이 이어졌다. 10월 26일 서강대학교와 이화여자대학교를 시작으로 10월 29일까지 전국 40여개 대학교가 시국 선언에 참여하였으며 11월 2일까지 100여개의 대학교가 시국선언에 참여했다.

### 시민운동
박근혜 퇴진을 촉구하는 시위가 열리기 시작했다.
2016년 10월 29일, 전국 각지에서 퇴진 시위가 열렸다. 특히 서울도심에서는 대규모의 집회가 열렸다. 11월 12일, ‘박근혜정권 퇴진 비상국민행동’ 주최로 서울광장에서 열린 ‘박근혜 정권 퇴진! 2016 민중총궐기’ 집회에 주최 측 추산 100만명의 시민들이 운집했다. 이는 2008년 6월 10일 대한민국 촛불 시위에 모인 70만명을 넘은 수치다. 이은 11월 19일에도, 서울광장에서 열린 민중총궐기’ 집회에 주최 측 추산 100만 명 가량의 시민들이 참가했다.

### 여론조사
10월 27일 리얼미터는 대통령의 사과 기자회견 다음날인 10월 26일 지지율이 17.5%, ‘탄핵, 하야’ 여론은 42.3%라고 밝혔다.
11월 1일 내일신문이 여론조사기관 디오피니언을 통해 실시한 11월 정례 여론조사에서는 지지율이 10% 밑으로 떨어진 것이 확인되었다. 11월 4일, 한국갤럽이 발표한 11월 첫째 주 정례여론조사 결과에서 박 대통령의 지지율은 5%로 폭락했고, 이로서 박근혜 대통령은 김영삼 전 대통령 재임 시절에 나타난 6%를 깨고, 역대 대통령 최저 지지율을 기록했다.
특히 20대 지지율은 0%의 가장 낮은 기록을 세웠다.
한국갤럽이 11월 8일부터 10일까지 전국 성인 1003명에게 집계한 여론조사에서, 박근혜 대통령은 2주 연속 5% 지지율을 기록했고 부정률은 1% 상승해 최고치를 경신했다.
탄핵심판 선고를 앞둔 2017년 3월 3일에는 탄핵 찬성 여론이 77%, 반대 여론이 18%로 집계되었다. 정치적 근거지인 대구·경북에서도 찬성(60%)이 반대(29%)를 앞섰으며, 60대 이상에서도 찬성(50%)이 반대(39%)보다 11%p 많은 것으로 나타났다. 자유한국당 지지자들 가운데서는 탄핵 반대가 76%, 찬성이 14%였으며, 이외 모든 계층에서 찬성 여론이 높게 나타났다. 박영수 특별검사팀의 역할 수행에 대해서는 61%가 잘했다, 26%가 잘못했다는 뜻을 표했으며, 황교안 권한대행이 특검 연장을 불승인한 것과 관련해 62%는 잘못한 일, 25%는 잘한 일이라고 응답했다.

## 같이 보기
- 최순실 특검법
- 모이자! 분노하자! 내려와라 박근혜 시민 촛불
- 박근혜 대통령 탄핵 반대 시위
- 내가 이러려고 대통령을 했나
- 문화체육관광부
- 케이스포츠
- 미르 (재단법인)
- 정유라
- 정윤회
- 정윤회 문건 유출 사건